# Teorema di Heckscher-Ohlin
Il teorema di Heckscher-Ohlin, nell'ambito della teoria del commercio internazionale in economia, è il teorema derivato dal modello neoclassico standard di commercio internazionale noto come modello di Heckscher-Ohlin (HO) o modello Heckscher-Ohlin-Samuelson (HOS), che prende il nome dai due economisti svedesi, che originariamente lo proposero, Eli Heckscher e Bertil Ohlin, e dall'economista statunitense Paul Samuelson, che successivamente vi apportò estensioni e modifiche sostanziali.  
Il teorema deriva i flussi di commercio internazionale (pattern of trade) dalla diversità nella dotazione fattoriale dei paesi, e segna quindi un cambiamento rispetto alla teoria ricardiana dei vantaggi comparati, nel quale tali flussi sono originati da differenze tecnologiche.

## Ipotesi ed enunciato del teorema
Nella sua formulazione originaria, il teorema viene derivato nell'ambito del modello Heckscher-Ohlin 2 X 2 X 2 (2 paesi che producono 2 beni con 2 fattori - capitale (K) e lavoro (L)), nonostante nel corso degli anni le conclusioni del teorema stesso siano state totalmente o parzialmente estese a casi più complessi con un numero superiore di paesi, beni e fattori, e anche a casi in cui il numero di fattori è diverso (maggiore o minore) di quello del numero dei beni. 
Le ipotesi di partenza sono le seguenti:
- concorrenza perfetta;
- perfetta omogeneità dei prodotti tra paesi;
- assenza di dazi, quote, costi di trasporto o altri ostacoli al commercio internazionale;
- tecnologia identica tra paesi;
- perfetta mobilità dei fattori produttivi tra settori produttivi entro i paesi;
- perfetta immobilità dei fattori produttivi tra paesi;
- preferenze identiche ed omotetiche;[1]
- rendimenti di scala costanti nella produzione dei beni;[2]
- diversa intensità fattoriale relativa dei beni e assenza di fenomeni di Factor Intensity Reversal (FIR), cambiamenti nell'intensità fattoriale: questa ipotesi implica la possibilità di ordinare i beni in modo univoco sulla base del rapporto capitale-lavoro riscontrato nella loro produzione e l'impossibilità che tale ordinamento cambi al variare del costo relativo dei fattori.[3]
- diversità nelle dotazioni fattoriali relative dei due paesi: si assume in pratica che un paese sia relativamente più dotato di lavoro (labour abundant) e l'altro più dotato di capitale (capital abundant);[4]

Se valgono queste ipotesi, il teorema di Heckscher-Ohlin dice che:
Un Paese importerà il bene la cui produzione richiede l'utilizzo intensivo del fattore produttivo che nel Paese è relativamente scarso, mentre esporterà il bene la cui produzione richiede l'utilizzo intensivo del fattore produttivo che nel Paese è relativamente abbondante.
Così, nel caso a due Paesi (A e B) e due beni (1 e 2), supponendo che il Paese A sia labour abundant e il bene 2 labour intensive, in base al teorema il Paese A esporterà il bene 2 e importerà il bene 1. Al contrario, il Paese B (capital abundant) esporterà il bene 1 (capital intensive) ed importerà l'altro.

## Le critiche
Nel secondo dopoguerra Wassily Leontief (1954) mise sotto esame la validità empirica del teorema di Heckscher-Ohlin utilizzando le tavole delle interdipendenze strutturali (o input-output) e concludendo sorprendentemente che, nel caso degli U.S.A., il teorema non trovava alcuna conferma nei dati: il rapporto capitale-lavoro medio delle esportazioni statunitensi risultava più basso di quello calcolato per i prodotti sostitutivi delle importazioni, e questo nonostante gli USA fossero indubbiamente un paese con una dotazione relativa di capitale molto più alta rispetto al resto del mondo.
La controevidenza empirica alla validità del teorema HO è diventata famosa con il nome di paradosso di Leontief.
Nel corso degli anni sono state proposte diverse spiegazioni del paradosso e tentati test alternativi, con risultati controversi.